# Zack Morris (acteur)
Zack Morris, né le 2 octobre 1998 à Brentwood, Essex, est un acteur britannique.

## Biographie
Morris est né le 2 octobre 1998 à Brentwood, Essex. Il a fréquenté la D&B Academy of Performing Arts à Bromley, où il s'est formé au chant, à la danse et au théâtre.

## Filmographie

### Cinéma
- 2009 : Autopilot : Zach
- 2023 : Jericho Ridge (en) : Monty Temple

### Télévision
- 2011 : The Fades : Sam
- 2012 : One Night : Kyle
- 2017–2022 : EastEnders : Keegan Baker[3]
- 2017 : Children in Need 2017 (en) : Chimney Sweep
- 2018 : Children in Need 2018 (en) : Aladdin
- 2023 : Chair de poule (	Goosebumps) : Isaiah